# Wilhelm von Klebeck

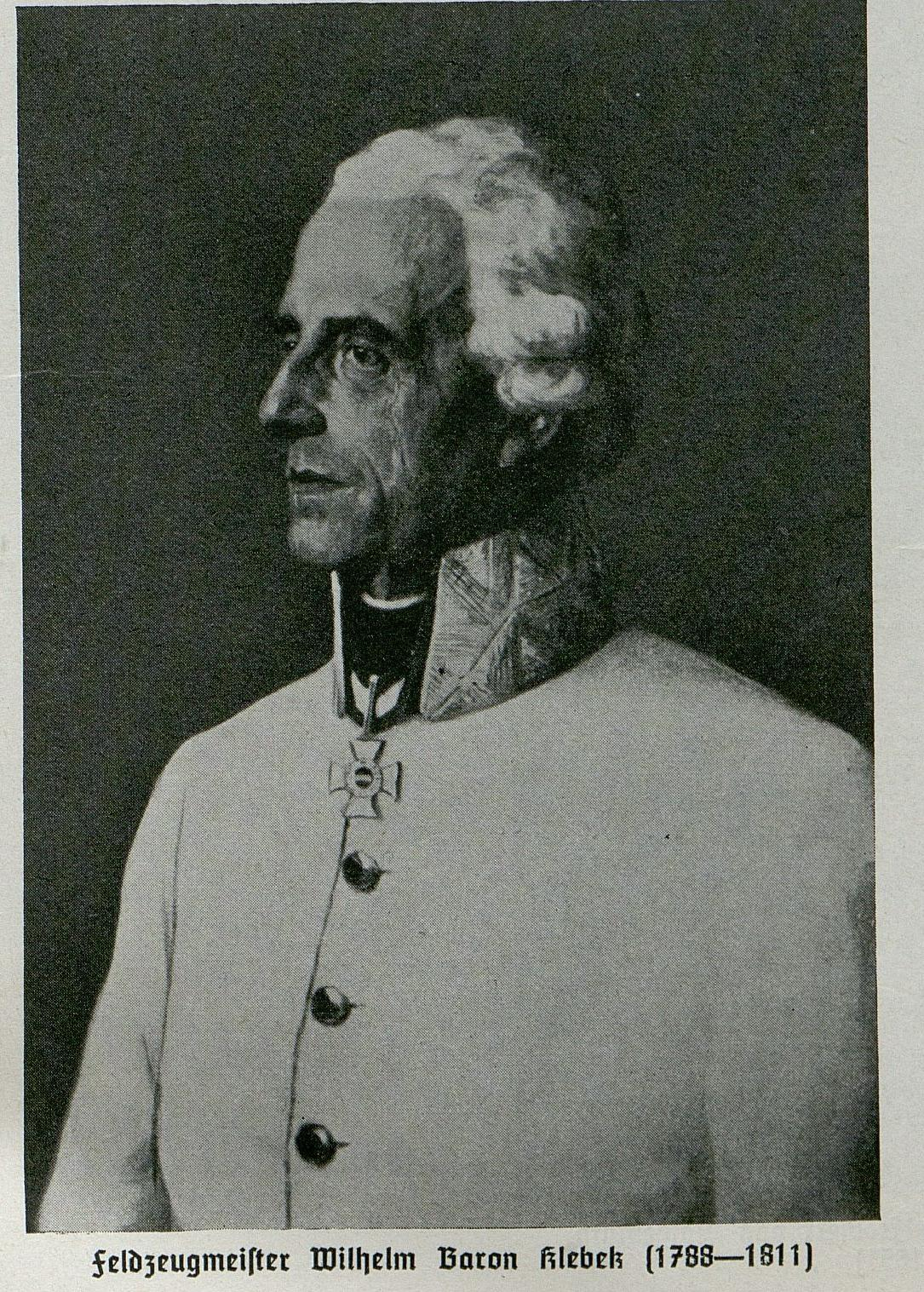
Wilhelm von Klebeck (1729–1811)

Freiherr Ernst Wilhelm von Klebeck (* 1729 in Losdon in Livland; † 4. Juni 1811 in
Güns in Ungarn) war k. k. Feldzeugmeister, Kommandeur des Maria-Theresia-Ordens und Inhaber des Infanterie-Regiments Nr. 14.

## Herkunft
Sein Vater war der schwedische Rittmeister und Ordnungsrichter sowie Herr von Lasdohn und Praulen Carl Gustav von Klebeck und der Juliane Christine von Loudon (1707–1739), eine Cousine des späteren Feldmarschalls Laudon. So dürfte der junge Wilhelm in österreichische Dienste gekommen sein.

## Leben
Klebeck kam jung als Kadett zunächst in ein k. k. Kürassier-Regiment, wechselte ab dann als Fähnrich in ein Infanterie-Regiment. Dort durchstieg er die Ränge zunächst bis zum Major.
Im Jahr 1771 wurde er dann als Oberst in das Warasdiner-Kreuzer-Grenz-Regiment versetzt.
Er galt bereits als tapferer Soldat und zeichnete sich im Bayerischen Erbfolgekrieg am 14. September 1778 bei der Verfolgung der Preußen bei Johannesbad in Schlesien aus. Am 9. November 1778 hatte die Aufklärung Preußen bei Dittersbach entdeckt. Klebeck erhielt den Auftrag das Regiment Thadden dort zu vertreiben, dazu erhielt er zwei Bataillonen seines Regiments und drei Divisionen Husaren. Der Anmarsch war ein Desaster, zwei Kolonnen verirrten sich und der Anmarsch wurde entdeckt. Dennoch gelang es Klebeck 100 Mann gefangen zu nehmen und 8 Fahnen zu erobern, ferner waren 150 Preußen tot oder verwundet. Auch der preußische Oberst geriet in Gefangenschaft. Für diese Leistung erhielt er am 15. Februar 1779 (12. Promotion) das Ritterkreuz des Maria-Theresia-Ordens.
Im 8. Türkenkrieg kommandierte er eine Division unter Laudon. Dieser gab ihm bei Berbir die Vorhut. Klebeck deckte damit den Brückenbau, konnte sich als Erster vor der Festung halten und so das weitere Schanzen decken. Trotz einer Verletzung führte er die Vorhut weiter bis nach Belgrad. Dort begann Loudron dann mit der Belagerung. Beim Sturm am 30. September 1789 führte Klebeck die erste Kolonne gegen den gefährlichsten Teil der Stadt. Dafür wurde er am 9. Oktober 1789 zum Feldmarschall-Lieutenant befördert, außerdem erhielt er am 21. Dezember 1789 (19. Promotion) das Kommandeurskreuz des Maria-Theresia-Ordens. Nach der Eroberung von Belgrad wurde Klebeck mit der Siegesmeldung nach Wien geschickt, wo er mit großem Pomp empfangen wurde.
In diesem Feldzug hatte die Gesundheit des Generals gelitten, daher wurde er zunächst nicht mehr eingesetzt. Aber während des Ersten Koalitionskrieges wurde er dann doch 1794 als Kommandant in die Festung Maastricht in die Niederlande versetzt. Aber er konnte den Fall der Festung nicht verhindern, da sein Vorgesetzter der Prinz von Hessen-Kassel kapitulierte. Klebeck ging daher am 1. Juni 1796 ging auf sein eigenes Ansuchen in den Ruhestand. Er zog sich nach Günz zurück, wo er 1811 starb.
Er starb unverheiratet ohne Nachkommen. Seinen österreichischen Freiherrentitel von 22. Juni 1779 durfte er an seinen Bruder Karl Otto weitergeben. Die Anerkennung in Livland erfolgte am 29. Juli 1780 (Nr. 220 im Adelsmatrikel).